# 日本繊維新聞
『日本繊維新聞』（にほんせんいしんぶん）は繊維・ファッション業界の日刊専門紙。株式会社日本繊維新聞社が発行していた。1943年4月創刊、2010年11月1日休刊。通称ニッセン。

## 概要
初代社長は岡山県出身の衆議院議長・星島二郎。繊維の素材メーカーからアパレルメーカー、小売業までの幅広い最新ニュースを報道していた。発行部数は、124,000部。日本新聞協会加盟会員会社であった。
ファッション業界関係者に購読者が多い。本社のある東京・日本橋堀留町のほか大阪、名古屋、京都に支社があり、ミラノとニューヨークに特派員を置いている。読売新聞販売店を通じて宅配されていた。
2010年11月1日、発行元の日本繊維新聞社が業績の悪化に伴い（10月29日決済の手形が不渡りとなった）弁護士に一任し、自己破産準備に入ると共に休刊。負債は5億8964万円で、破産手続きに入る。